# Псевдоподия

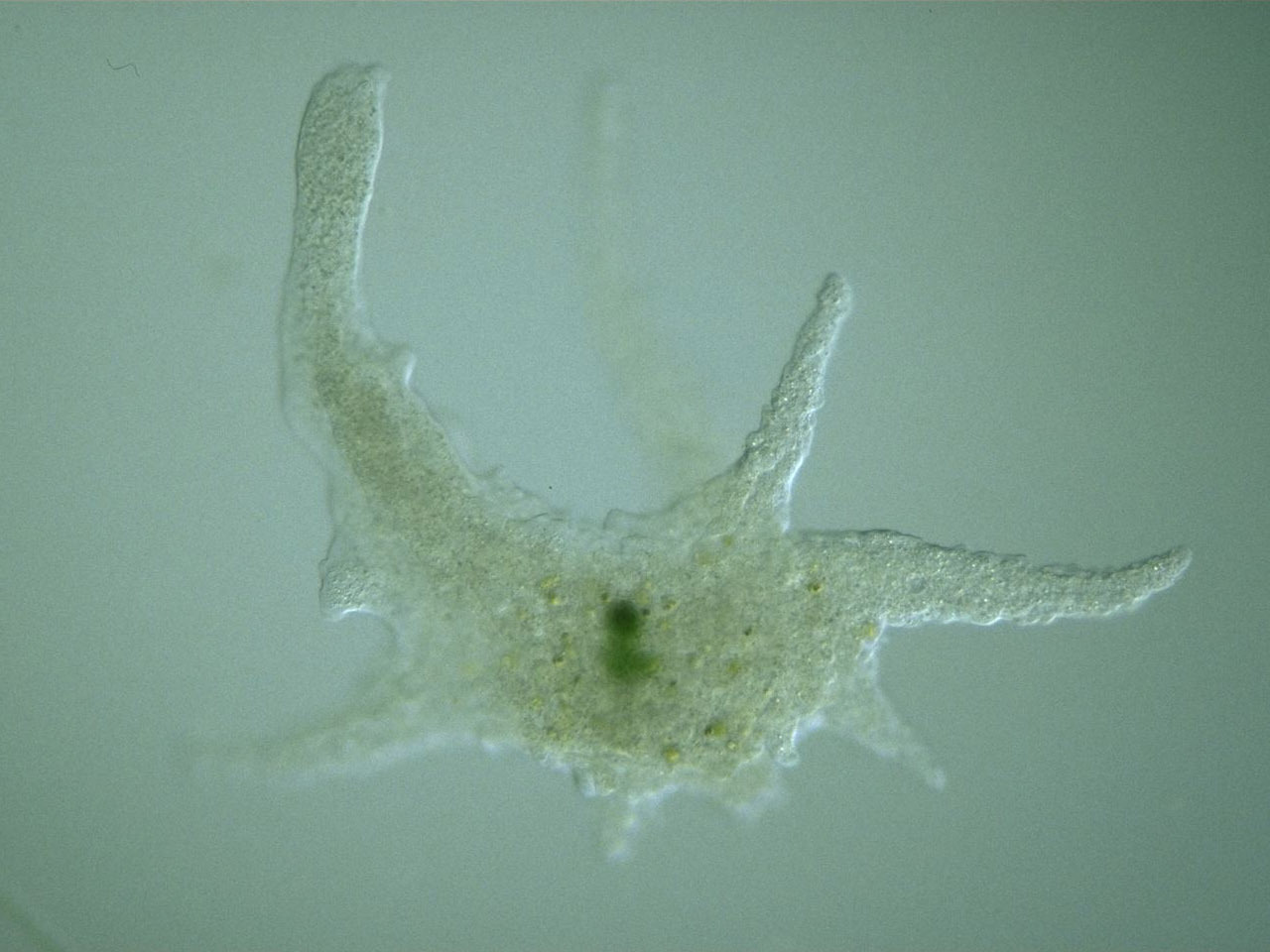
Амёба Chaos carolinense с несколькими крупными псевдоподиями

Псевдопо́дии, или ложноно́жки, — цитоплазматические выросты у одноклеточных организмов и некоторых видов клеток многоклеточных. Используются клетками для передвижения (амёбоидное движение) и ловли крупных частиц (например, пищи или материала для строительства раковины). В зависимости от особенностей строения (например, организации цитоскелета) псевдоподии разделяют на лобоподии, филоподии, аксоподии и ретикулоподии.
Аксоподия – прямая неветвящаяся форма псевдоподий лучевиков , обладающие осевой скелетной нитью и расположенные более или менее радиально.Увеличивают общую поверхность тела простейшего,способствуют "парению" в воде , к ним также могут прилипать пищевые частицы.